# スパニッシュ・ハーレム・インシデント
「スパニッシュ・ハーレム・インシデント」（Spanish Harlem Incident）は、ボブ・ディランが1964年に発表した楽曲。

## 概要
1964年6月9日、ニューヨークのコロムビア・レコーディング・スタジオで録音された。1964年8月8日発売の4作目のアルバム『アナザー・サイド・オブ・ボブ・ディラン』に収録。
スタジオ録音の別テイクが『The 50th Anniversary Collection 1964』（2014年）に収録されている。また、1964年10月31日にニューヨークのフィルハーモニック・ホールで行われたライブのバージョンが『アット・フィルハーモニック・ホール：ブートレッグ・シリーズ第6集』（2004年）に収録されている。

## カバー・バージョン
- バーズ - 1965年のアルバム『ミスター・タンブリン・マン』に収録。録音は1965年4月14日。
- ディノ、デシ&ビリー - 1966年のアルバム『Memories Are Made of This』に収録[2]。
- ポゾ・セコ・シンガーズ - 1968年のアルバム『Shades of Time』に収録。
- ディオン - 1978年のアルバム『Return of the Wanderer』に収録。
- クリス・ウィットレー - 2000年のアルバム『Perfect Day』に収録。